# István Megyesi
István Megyesi (* 31. März 1949 in Csanytelek; † 25. Juli 2016 in Budapest) war ein ungarischer Fußballspieler.

## Karriere

### Vereine
Bis 1966 spielte Megyesi in Békéscsaba. Nachdem er zweimal in die ungarische Jugendnationalmannschaft eingeladen worden war, wurde er von Ferencváros Budapest entdeckt und verpflichtet.
Mit Ferencváros wurde er zweimal nationaler Meister und gewann viermal den Ungarischen Fußballpokal.
Bei Ferencváros trat er in insgesamt 365 Spielen an, davon 213 nationale, 95 internationale Ligaspiele und 57 Spiele bei nationalen Wettbewerben. Er spielte auch im Finale des Europapokals der Pokalsieger 1974/75 und erreichte das Halbfinale im UEFA-Pokal 1971/72.

### Nationalmannschaft
Zwischen 1970 und 1975 spielte Megyesi sieben Mal in der ungarischen Nationalmannschaft.

## Auszeichnungen und Ehrungen
- Ungarischer Meister (1968, 1975/76)
- Pokalsieger (1972, 1974, 1976, 1978)
- Halbfinalist im UEFA-Pokal (1971/72).
- Finalist im Europapokal der Pokalsieger (1974/75)
- Ewiger Meister von Ferencváros TC (1981)